# Magnolia gigantifolia
Magnolia gigantifolia là một loài thực vật có hoa trong họ Magnoliaceae. Loài này được (Miq.) Noot. mô tả khoa học đầu tiên năm 1987.